# قره‌ایمان‌لی
قره‌ایمان‌لی (ترکی آذربایجانی: Qaraimanlı) یک منطقهٔ مسکونی در جمهوری آرتساخ است که در استان کاشاتاق واقع شده‌است.